# Éditions Corentin
Éditions Corentin est une maison d'édition indépendante française, fondée en 1993 à Quimper, et spécialisée dans la littérature de jeunesse et dans l'illustration de l'âge d'or.
Les Éditions Corentin s'orientent entièrement vers les grands mythes littéraires, engendrés par des archétypes vivants venus du fond des âges, ces récits d'imagination, aux confins d'un ancien et d'un autre nouveau monde, qui sont une des manifestations de la vie de l'esprit.

## Historique

### Les débuts
Dès 1993, les Éditions Corentin lancent leur première collection Les Belles Images constituée de publications de qualité, illustrées de belle manière puisqu'on y trouve une riche palette d'illustrateurs appartenant au patrimoine du Golden Age, tels que Arthur Rackham, Aubrey Beardsley, Edmond Dulac, Kay Nielsen, Hugh Thomson. 
Le succès sera immédiat, les premiers ouvrages se vendront à plus de 10 000 exemplaires[réf. nécessaire]. En effet la volonté de l'équipe des Éditions Corentin est de publier de beaux livres dont l'usage soit courant. Ainsi les prix pratiqués rendent les livres accessibles à tous.

### La ligne éditoriale
La forme du livre, la qualité et le parfum du papier sont choisis pour renouer avec la tradition du livre de collection. 
Toilés avec dorure à chaud, signet et tranchefile, les titres, présentés avec jaquette, à l’allure plaisante et raffinée ont une vraie valeur de bibliophilie.
Sont publiés ainsi des grands classiques, ceux qui inspirent encore aujourd’hui, sous des variantes plus ou moins réussies, la littérature jeunesse ou la fantasy. 
Les titres seront destinés en un premier temps à la jeunesse.

### Par collections
- Belles Images
- Les trésors de l'Illustration
- Au Pays de Féerie

## Quelques titres
- Peter Pan dans les Jardins de Kensington, de James Matthew Barrie, illustré par Arthur Rackham, 2008
- Le Roi Arthur, de Marie Paule Page et d'après les textes anciens, illustré par Arthur Rackham, 2008
- Les aventures d'Alice au Pays des Merveilles, de Lewis Carroll, illustré par Arthur Rackham, 2010
- Les Mille et une Nuits, d'après la traduction de Joseph C. Mardrus, illustré par Kay Nielsen, 2010
- Arthur Rackham, l'enchanteur bien-aimé, de James Hamilton, 2011
- La Princesse au Petit Pois, de Hans Christian Andersen, illustré par Edmond Dulac, 2011
- Contes de Norvège, de Jørgen Moe et Peter Christen Asbjørnsen, illustré par Kay Nielsen, 2011